# Pseudopterogorgia fredericki
Pseudopterogorgia fredericki is een zachte koraalsoort uit de familie Gorgoniidae. De koraalsoort komt uit het geslacht Pseudopterogorgia. Pseudopterogorgia fredericki werd in 2001 voor het eerst wetenschappelijk beschreven door Williams & Vennam. 